# János Aczél
János Dezső Aczél, znany też jako John Aczel (ur. 26 grudnia 1924 w Budapeszcie, zm. 1 stycznia 2020 w Waterloo) – węgiersko-kanadyjski matematyk, wieloletni profesor Uniwersytetu w Waterloo. W pracy naukowej zajmował się równaniami funkcyjnymi i ich zastosowaniami (m.in. w teorii informacji).

## Życiorys
Studiował matematykę i fizykę w Budapeszcie. Stopień doktora uzyskał w 1947 na Uniwersytecie Loránda Eötvösa, promotorem jego doktoratu byli Lipót Fejér i Frigyes Riesz. Początkowo pracował na uczelniach węgierskich: Uniwersytecie Segedyńskim, Uniwersytecie w Miszkolcu i Uniwersytecie w Debreczynie, a od 1965 do przejścia na emeryturę na Uniwersytecie w Waterloo.
Był autorem ponad 250 publikacji, w tym 9 książek (m.in. Funktionalgleichungen der Theorie der geometrischen Objekte napisanej wspólnie z S. Gołąbem, On measures of information and their characterizations, której współautorem jest Z. Daróczy, Lectures on functional equations and their applications i Functional equations in several variables with applications to mathematics, information theory and to the natural and social sciences, której współautorem jest J. Dhombres). Swoje prace publikował m.in. w „Aequationes Mathematicae”, „Acta Mathematica Academiae Scientiarum Hungaricae”, „Journal of Mathematical Analysis and Applications”, „Comptes Rendus Mathématiques de l’Académie des Sciences”, „Journal of Mathematical Psychology”, „Proceedings of the American Mathematical Society” „Mathematische Nachrichten”, „Bulletin of the American Mathematical Society”, „IEEE Transactions on Information Theory”, „Advances in Mathematics” i „Compositio Mathematica”. Wśród jego współpracowników byli m.in. polscy matematycy, np. Marek Kuczma, Stanisław Gołąb i Zenon Moszner. W 1968 założył czasopismo „Aequationes Mathematicae”, którego był wieloletnim (w tym honorowym) redaktorem naczelnym.
Był członkiem Royal Society of Canada i członkiem zagranicznym Węgierskiej Akademii Nauk oraz doktorem honoris causa Karlsruher Institut für Technologie, Uniwersytetu w Grazu, Uniwersytetu Śląskiego w Katowicach, Uniwersytetu w Miszkolcu i Uniwersytetu w Debreczynie.
Wypromował 15 doktorów, jego uczniem jest m.in. Zoltán Daróczy. 